# ميشال بولنتير
ميشال بولنتير مواليد 13 فبراير 1951، هو دراج بلجيكي سابق في صنف سباق الدراجات على الطريق.

## سباقات أو مراحل فاز بها
- طواف فرنسا
- طواف إسبانيا
- طواف سويسرا
- طواف إيطاليا